# 范慕韩
范慕韩（1917年2月18日—1996年5月19日），男，山西繁峙两义村人，中华人民共和国政治人物，曾任国家计委副主任、中华人民共和国第一机械工业部副部长。

## 生平
其父曾任山西兴县、荣河县县长。1936年考入北京大学地质系。1938年9月离校奔赴抗日前线。1938年10月参加革命，在第二战区山西新军政治部从事宣传工作。晋西事变后，形势十分紧张，范慕韩转到新军工卫旅政治部作宣传工作。1940年调到延安学习。1941年7月加入中国共产党。后任陕甘宁边区工业局工矿课课长，晋察冀边区工矿局科长、秘书主任，东北军区军工部材料处处长。
中华人民共和国建立后，任东北人民政府军工部材料处长、兵工局副局长，创建坦克、飞机修理工厂，改建、扩建军工企业，保障抗美援朝战争。1952年下半年调任第二机械工业部基建司长，1953年调任国家计委军工局局长，1960年10月任国家计委副主任，第一机械工业部副部长、1972.11-1978.06陕西机械学院革委会主任、第六机械工业部副部长、国务院机械工业委员会副主任。
1982年8月，中宣部和文化部为改变印刷周期过长和印刷品质不高的“出书难”局面，联合国家经济委员会提出“振兴中国印刷工业”，要在中国第四代汉字信息处理工程基础上，对印刷企业进行技术改造。张劲夫、邓力群委托时任国家经委机械办主任范慕韩成立了印刷技术装备协调小组，请国务院文化、机械、电子、轻工、化工部门负责人参加，统筹解决中国印刷工业技术改进。
1983年初，范慕韩离休，仍担任国家经委属下的五、六个领导小组组长或中心主任。1985年，北京大学等单位开发的“华光”激光照排系统获得了中国十大科技成果荣誉。1985年，范慕韩任中国印刷及设备器材工业协会会长。至1990年全国省市级以上报纸大都采用国产激光照排系统，至1991年全国1500家骨干印刷厂装备了“激光照排”机。1991年1月，突发主动脉大面积梗死，抢救一个多月。1991年10月，国家新闻出版总署正式批复同意筹建中国印刷博物馆。1992年1月20日，中国印刷博物馆筹备委员会在北京正式成立，范慕韩被推举为筹委会主任，至1993年12月底共收到捐款1500万元。 